# Média Système Édition
Média Système Édition (MSE) è stata una casa editrice di periodici di videogiochi fondata da Alain Kahn e Philippe Martin il 23 novembre 1987. Venne messa in liquidazione due anni dopo. Scomparve, contemporaneamente a Player One, l'ultima rivista ancora pubblicata in questo momento. Lo stesso anno, il suo fondatore creò la casa editrice di manga Pika Édition.

## Magazines publiés
- Amstrad PC (1987-1991)
- Amstrad Cent pour cent (1988-1993)
- Player One (1990-2000)
- Nintendo Player (1991-1999)
- PC Player (1992-2000)
- Manga Player (1995-1999)
- Player Station (1998-?)